# I've Only Begun to Fight
I've Only Begun to Fight is Natalia's tweede single en werd vanaf 20 oktober 2003 uitgebracht in België. Het nummer verscheen ongeveer een maand later op haar debuutalbum This Time. De song werd even later ook nog verkozen tot officiële soundtrack voor de film én televisieserie Team Spirit 2. I've Only Begun to Fight heeft overigens ook een bijhorende videoclip, waarin verschillende fragmenten uit Team Spirit 2 worden getoond en natuurlijk ook de Vlaamse artieste zelf, midden op een voetbalveld.

## Hitnotering
| "I've Only Begun to Fight" in de Vlaamse Ultratop 50 - binnen: 01-11-2003 | "I've Only Begun to Fight" in de Vlaamse Ultratop 50 - binnen: 01-11-2003 | "I've Only Begun to Fight" in de Vlaamse Ultratop 50 - binnen: 01-11-2003 | "I've Only Begun to Fight" in de Vlaamse Ultratop 50 - binnen: 01-11-2003 | "I've Only Begun to Fight" in de Vlaamse Ultratop 50 - binnen: 01-11-2003 | "I've Only Begun to Fight" in de Vlaamse Ultratop 50 - binnen: 01-11-2003 | "I've Only Begun to Fight" in de Vlaamse Ultratop 50 - binnen: 01-11-2003 | "I've Only Begun to Fight" in de Vlaamse Ultratop 50 - binnen: 01-11-2003 | "I've Only Begun to Fight" in de Vlaamse Ultratop 50 - binnen: 01-11-2003 | "I've Only Begun to Fight" in de Vlaamse Ultratop 50 - binnen: 01-11-2003 | "I've Only Begun to Fight" in de Vlaamse Ultratop 50 - binnen: 01-11-2003 | "I've Only Begun to Fight" in de Vlaamse Ultratop 50 - binnen: 01-11-2003 | "I've Only Begun to Fight" in de Vlaamse Ultratop 50 - binnen: 01-11-2003 | "I've Only Begun to Fight" in de Vlaamse Ultratop 50 - binnen: 01-11-2003 | "I've Only Begun to Fight" in de Vlaamse Ultratop 50 - binnen: 01-11-2003 | "I've Only Begun to Fight" in de Vlaamse Ultratop 50 - binnen: 01-11-2003 | "I've Only Begun to Fight" in de Vlaamse Ultratop 50 - binnen: 01-11-2003 | "I've Only Begun to Fight" in de Vlaamse Ultratop 50 - binnen: 01-11-2003 | "I've Only Begun to Fight" in de Vlaamse Ultratop 50 - binnen: 01-11-2003 | "I've Only Begun to Fight" in de Vlaamse Ultratop 50 - binnen: 01-11-2003 | "I've Only Begun to Fight" in de Vlaamse Ultratop 50 - binnen: 01-11-2003 | "I've Only Begun to Fight" in de Vlaamse Ultratop 50 - binnen: 01-11-2003 | "I've Only Begun to Fight" in de Vlaamse Ultratop 50 - binnen: 01-11-2003 | "I've Only Begun to Fight" in de Vlaamse Ultratop 50 - binnen: 01-11-2003 |
| Week                                                                      | 1                                                                         | 2                                                                         | 3                                                                         | 4                                                                         | 5                                                                         | 6                                                                         | 7                                                                         | 8                                                                         | 9                                                                         | 10                                                                        | 11                                                                        | 12                                                                        | 13                                                                        | 14                                                                        | 15                                                                        | 16                                                                        | 17                                                                        | 18                                                                        | 19                                                                        | 20                                                                        | 21                                                                        | 22                                                                        |                                                                           |
| ------------------------------------------------------------------------- | ------------------------------------------------------------------------- | ------------------------------------------------------------------------- | ------------------------------------------------------------------------- | ------------------------------------------------------------------------- | ------------------------------------------------------------------------- | ------------------------------------------------------------------------- | ------------------------------------------------------------------------- | ------------------------------------------------------------------------- | ------------------------------------------------------------------------- | ------------------------------------------------------------------------- | ------------------------------------------------------------------------- | ------------------------------------------------------------------------- | ------------------------------------------------------------------------- | ------------------------------------------------------------------------- | ------------------------------------------------------------------------- | ------------------------------------------------------------------------- | ------------------------------------------------------------------------- | ------------------------------------------------------------------------- | ------------------------------------------------------------------------- | ------------------------------------------------------------------------- | ------------------------------------------------------------------------- | ------------------------------------------------------------------------- | ------------------------------------------------------------------------- |
| Nummer                                                                    | 11                                                                        | 5                                                                         | 6                                                                         | 4                                                                         | 2                                                                         | 1                                                                         | 1                                                                         | 2                                                                         | 3                                                                         | 2                                                                         | 2                                                                         | 3                                                                         | 3                                                                         | 3                                                                         | 6                                                                         | 8                                                                         | 15                                                                        | 20                                                                        | 26                                                                        | 35                                                                        | 43                                                                        | 43                                                                        | uit                                                                       |

## Trivia
- I've Only Begun to Fight werd eind 2003 bekroond met een gouden plaat.
- In de winter van 2003 mocht Druyts de TOTZ-wintertrofee in ontvangst nemen, wat vooral te danken was aan het betreffende nummer.
- De bijhorende videoclip van de song werd vooral gemaakt om de Vlaamse serie en film Team Spirit 2 te promoten.
- I've Only Begun to Fight is de enige single van Natalia die op nummer één heeft gestaan in de Ultratop 50.